# Nesioneta
Nesioneta is een geslacht van spinnen uit de familie hangmatspinnen (Linyphiidae). 

## Soorten
De volgende soorten zijn bij het geslacht ingedeeld:
- Nesioneta arabica Tanasevitch, 2010
- Nesioneta benoiti (van Helsdingen, 1978)
- Nesioneta elegans Millidge, 1991
- Nesioneta ellipsoidalis Tu & Li, 2006
- Nesioneta lepida Millidge, 1991
- Nesioneta pacificana (Berland, 1935)
- Nesioneta similis Millidge, 1991
- Nesioneta sola (Millidge & Russell-Smith, 1992)